# Sphaerophoria tuvinica
Sphaerophoria tuvinica är en tvåvingeart som beskrevs av Violovitsh 1966. Sphaerophoria tuvinica ingår i släktet sländblomflugor, och familjen blomflugor. Inga underarter finns listade i Catalogue of Life.